# Jan Dirk van der Ploeg
Jan Dirk van der Ploeg (Amsterdam, 2 maart 1927 – Oegstgeest, 4 april 2025) was een Nederlands hoogleraar orthopedagogiek die verbonden was aan de Universiteit van Amsterdam in Amsterdam (UVA) en de Rijksuniversiteit Leiden in Leiden.
Van der Ploeg studeerde sociale pedagogiek en psychologie, en werkte na zijn studies gedurende 15 jaar in de praktijk van de jeugdhulpverlening. Na een 5-jarige periode als hoofd onderzoek en planning van het WIJN, landelijke koepel jeugdbescherming, mmaakteaakte hij in 1976 de overstap naar de universiteit.
Daar werkte hij als Universitair hoofddocent aan de vakgroep Orthopedagogiek van de Universiteit van Amsterdam en aan de vakgroep psychologie van de Landbouw Universiteit Wageningen. 
Van 1980 tot 1983 was hij als hoogleraar verbonden aan de vakgroep Orthopedagogiek van de Universiteit van Amsterdam en van 1982-1993 als hoogleraar Orthopedagogiek aan de Universiteit Leiden.

## Wetenschappelijke aandachtsgebieden
In 1975 promoveerde hij op het proefschrift “Isolement, angst en agressie” bij de hoogleraren P.B. Defares en D. Zuithoff aan de Universiteit van Amsterdam. 
Vanaf 1991 gaf hij samen met Evert Scholte leiding aan het Nederlands Onderzoeksinstituut voor Pedagogisch en Psychologisch Onderzoek (NIPPO). Onder zijn hoede promoveerde een twintigtal wetenschappers waaronder de latere hoogleraren Kees van der Wolf, Erik Knorth, Evert Scholte en Monika Smit.
Hij maakte deel uit van redacties van meerdere (inter)nationale tijdschriften en heeft als voorzitter leiding gegeven aan veel commissies en besturen op het terrein van de jeugdhulpverlening en onderwijs. Van der Ploeg was mede-oprichter van de European Scientific Assocciation for Residential & Family Care for Children and Adolescents en van het tijdschrift International Journal of Child & Family Welfare. Samen met Evert Scholte ontwikkelde hij een tiental psychologische tests waaronder de Sociaal-Emotionele Vragenlijst (SEV) en de ADHD-Vragenlijst (AVL). Hij schreef een groot aantal artikelen en boeken.

## Privé
Jan van der Ploeg was gehuwd met Sarie Elly Hoek (1935-2019).
Samen hadden zij drie zonen, onder wie Maarten (1958-2004) en Rogier (1961). Hij overleed op 4 april 2025 op 98-jarige leeftijd.

## Selectieve Bibliografie
- 1971 - Randfiguren in duplo
- 1975 - Isolement, angst en agressie.
- 1981 - Jeugd (z)onder dak
- 1997 - Homeless Youth
- 2003 – Gedragsproblemen: ontwikkelingen en risico’s
- 2003 – Knelpunten in de jeugdzorg
- 2005 - Behandeling van gedragsproblemen
- 2007 - Ervaringsleren
- 2019 - Agressie bij kinderen
- 2019 - De sociale ontwikkeling van het schoolkind
- 2021 - Pioniers in de jeugdzorg
- 2022 - Het positieve zelfbeeld als sociaal vaccin
- 2023 - Waarom vriendschappen zo belangrijk zijn
- 2023 - Veerkracht, een rekbaar begrip
- 2023 - Onzichtbare kinderen
- 2024 - Meer diversiteit in gezinnen: verrijking of verarming?
- 2025 - Het ideale plaatje - Over kinderen, ouders en hulpverleners

## Erkenning
- Lustrumprijs van het  Tijdschrift voor Orthopedagogiek, 2008.
- Lemniscaat Prijs 2019